# Smittipora acutirostris
Smittipora acutirostris är en mossdjursart som först beskrevs av Ferdinand Canu och Ray Smith Bassler 1928.  Smittipora acutirostris ingår i släktet Smittipora och familjen Onychocellidae. Inga underarter finns listade i Catalogue of Life.